# Taruheru (rivière)
La rivière Taruheru  (en anglais : Taruheru River) est un  cours d’eau de la région de Gisborne dans l’Île du Nord de la Nouvelle-Zélande.

## Géographie
Elle s’écoule de façon prédominante vers le sud-est à partir de sa source tout près de la ville d’Ormond avant de passer à travers la cité de Gisborne. Là, elle rencontre les eaux de la rivière Waimata  , et la combinaison des eaux des deux rivières se déverse dans l’extrémité nord de Baie de la Pauvreté sous la forme du fleuve Turanganui.